# Batrachedra leucophyta
Batrachedra leucophyta là một loài bướm đêm thuộc họ Blastobasidae. Nó được tìm thấy ở Úc.